# Hosk
Hosk is een historisch motorfietsmerk.
De bedrijfsnaam was Nikon Kososu Kikan Company, Hosk Motor Company, Tokio.
Dit was een Japans merk dat vanaf 1954 een grote variatie van 123 cc tweetakten, 248- en 348 cc kopklep-eencilinders en 498 cc paralleltwins bouwde. Men had bij het ontwerpen van deze motorfietsen waarschijnlijk veel gekopieerd van het Duitse merk Horex en het Britse merk Royal Enfield, met name de Royal Enfield Meteor.
Hosk kwam voort uit de inbouwmotorenfabriek Yamada, en de naam was samengesteld uit de eerste letters van de namen van de productiechef (Hori), de directeur van Yamada (Ozeki), de ontwerper (Shimizu) en de hoofdingenieur (Kimura).
Het eerste product in 1954 was het model Hosk AB, een motorfiets met de 200cc versie van de Yamada-kopklepmotor die eigenlijk al bewezen had zeer onbetrouwbaar te zijn. Daarnaast bracht men al meteen het 125cc model CA uit, met een tweetaktmotor. Beide modellen waren erg duur en de kopklepper nog steeds onbetrouwbaar, waardoor het merk niet meteen van de grond kwam. Dat ging later beter toen men een wel betrouwbare 500cc tweecilinder kopklepper en een aantal 250-, 350- en 500cc eencilinder kopklepmotoren uitbracht. In de winter van 1958/1959 ontwikkelde men een 650cc tweecilinder, die niet meer op de markt kwam omdat Hosk al in financiële moeilijkheden verkeerde. Het werd in dat jaar overgenomen door Showa, dat al eerder klant van Yamada was geweest.